# ZA-13
La ZA-13 es una carretera multicarril que forma el desdoblamiento de la N-630 desde la salida norte de Morales del Vino, conectando previamente con la A-66, en dirección a Zamora, cumpliendo de esta manera la función de acceso sur a Zamora. Es competencia del Ministerio de Transportes, Movilidad y Agenda Urbana.

## Tramos
| Denominación | Tramo                                                          | Año servicio | km  |
| ------------ | -------------------------------------------------------------- | ------------ | --- |
| N-630 ZA-13  | Zamora Puente de los Tres Árboles - Zamora Barrio de Cabañales | 1987         | 2,8 |
| N-630 ZA-13  | Zamora Barrio de Cabañales - Morales del Vino A-66             | 2009         | 3   |

## Recorrido
Su recorrido comienza en la salida 285N de la A-66. La N significa que esta salida solo existe en sentido norte por lo tanto solo da acceso a Zamora a los vehículos procedentes del sur. Tras abandonar la A-66, esta se dirige hacia la N-630, con la que se conecta mediante una rotonda al norte de Morales del Vino. Tras esta, la autovía sustituye a la N-630 y llega a otra rotonda con la que la ZA-13 se conecta con otros pueblos de la comarca. A partir de aquí, se continua por el tramo de autovía ya existente antes de la construcción de este tramo, el cual consta de cruces a distinto nivel con la vía principal. Uno de estos da acceso a la parte sur de Zamora y a la CL-527, que conecta con Bermillo de Sayago, y el otro da acceso a la CL-605, que conecta con Fuentesaúco y con Segovia. Tras este último, la ZA-13 llega a Zamora mediante el puente de los Tres Árboles. Desde este, termina la ZA-13 y comienza la ZA-20 en forma de travesía urbana mediante semáforos.

## Nomenclatura
Aunque tras el desdoblamiento de la N-630 se pretendió denominar al nuevo vial como ZA-13, la señalización indica que el desdoblamiento pertenece a la N-630. 

## Cruces
| Velocidad | Esquema | Salida | Sentido Zamora (ascendente) | Sentido A-66 (descendente) | Carretera                    | Notas |
| --------- | ------- | ------ | --- | --- | ---------------------------- | ----- |
|           |         | 0      | | Salamanca - Cáceres - Mérida - Sevilla                                                                                              | A-66                         |       |
|           |         | 1      | Vía de servicio Morales del Vino | Vía de servicio Morales del Vino | N-630                        |       |
|           |         | 2      | Cristo de Morales - El Perdigón - Entrala - Peñausende - Polígono industrial Morales del Vino Polígono industrial Los Llanos Pontejos | Cristo de Morales - El Perdigón - Entrala - Peñausende Polígono industrial Morales del Vino Polígono industrial Los Llanos Pontejos | ZA-305 ZA-624                |       |
|           |         | 3      | Zamora (sur) Bermillo de Sayago | Zamora (sur) Bermillo de Sayago | CL-527                       |       |
|           |         | 4      | Moraleja del Vino Fuentesaúco - Segovia Benavente - Salamanca Valladolid - Portugal                                                   | Zamora Moraleja del Vino Fuentesaúco - Segovia Benavente - Salamanca Valladolid - Portugal                                          | ZA-610 CL-605 A-66 A-11 E-82 |       |
|           |         | km 6   | Puente de los Tres Árboles | Puente de los Tres Árboles |                              |       |
|           |         | km 6,4 | ZAMORA | ZAMORA |                              |       |
|           |         | km 6,5 | IFEZA - Carretera de la Aldehuela Tordesillas - Valladolid - Madrid Centro urbano                                                     | IFEZA - Carretera de la Aldehuela Tordesillas - Valladolid - Madrid Centro urbano                                                   | A-11 E-82                    |       |
|           |         | km 6,5 | Fin de la ZA-13 Inicio de la ZA-20 | Inicio de la ZA-13 Fin de la ZA-20                                                                                                  |                              |       |